# Slåttestjärnen (Bodums socken, Ångermanland)
Slåttestjärnen är en sjö i Strömsunds kommun i Ångermanland och ingår i Ångermanälvens huvudavrinningsområde.